# Балканський
Балка́нський (болг. Балкански) — село в Разградській області Болгарії. Входить до складу общини Разград.

## Населення
За даними перепису населення 2011 року у селі проживали 247 осіб.
Національний склад населення села:
| Національність   | Кількість осіб | Відсоток |
| ---------------- | -------------- | -------- |
| болгари          | 219            | 95,2%    |
| цигани           | 6              | 2,6%     |
| турки            | 3              | 1,3%     |
| Всього відповіли | 230            |          |

Розподіл населення за віком у 2011 році:
Динаміка населення: